# Eurocopa de Padbol 2017
La Eurocopa de Padbol Rumania 2017 fue la primera edición del torneo. Se desarrolló del 14 al 17 de septiembre de 2017 en el Complejo Flamanda de Constanza (Rumania).Participaron 16 parejas provenientes de 8 países. Se consagraron campeones europeos los españoles Juanmi Hernández y Migue Barceló tras ganar en la final a otra pareja española conformada por Iñaki Iniesta Vicent y Juan Gil Vicent por 6-3, 6-3.

## Organización
El torneo se realizó del 14 al 17 de septiembre de 2017.

### Sede
La sede elegida fue el Complejo Flamanda en Constanza, Rumania. 

### Formato del torneo
El torneo constó de una Fase Inicial, con ocho parejas divididas en cuatro grupos, de las cuales clasificaron a la siguiente fase los mejores dos de cada uno. A partir de allí se disputaron Cuartos, Semifinales, Tercer y Cuarto puesto y Final.
Los partidos fueron al mejor de tres sets, y en caso de ser necesario un juego decisivo de desempate. 
Existió la posibilidad de que cada equipo tenga un suplente. Sólo se podía hacer un cambio por partido, al término de un set o en caso de lesión.

## Parejas participantes
| País             | Parejas                                                        | #                                |
| ---------------- | -------------------------------------------------------------- | -------------------------------- |
| Alemania 1 cupo  | Zeilingen/ Huber                                               | Alemania                         |
| Bélgica 2 cupos  | de Jonkheere/ van Holm Geerardy/ Meesschaert                   | Bélgica 1 Bélgica 2              |
| España 3 cupos   | Hernández/Barcelo Rodríguez/López P. Iniesta Vicent/Gil Vicent | España 1 España 2 España 3       |
| Francia 2 cupos  | Elhaick/Jecker Robert/L.Toure                                  | Francia 1 Francia 2              |
| Italia 1 cupo    | Di Nardo/Cardellini                                            | Italia                           |
| Portugal 3 cupos | Clara/van Dijk Correia/Henriques/Henriques Palhinhas/Ferreira  | Portugal 1 Portugal 2 Portugal 3 |
| Rumania 3 cupos  | Gheorghe/Vasile/Nicusor Balaban/Gherghisan Tiplic/Stanescu     | Rumania 1 Rumania 2 Rumania 3    |
| Suecia 1 cupo    | Fransson/J.Frohm                                               | Suecia                           |

## Resultados

### Primera fase
- Leyenda: PJ: Partidos jugados; PG: Partidos ganados; PP: Partidos perdidos; SF: sets a favor; SC: sets en contra; GF: Games a favor; GC: Games en contra DS: Diferencia de sets.

#### Grupo A

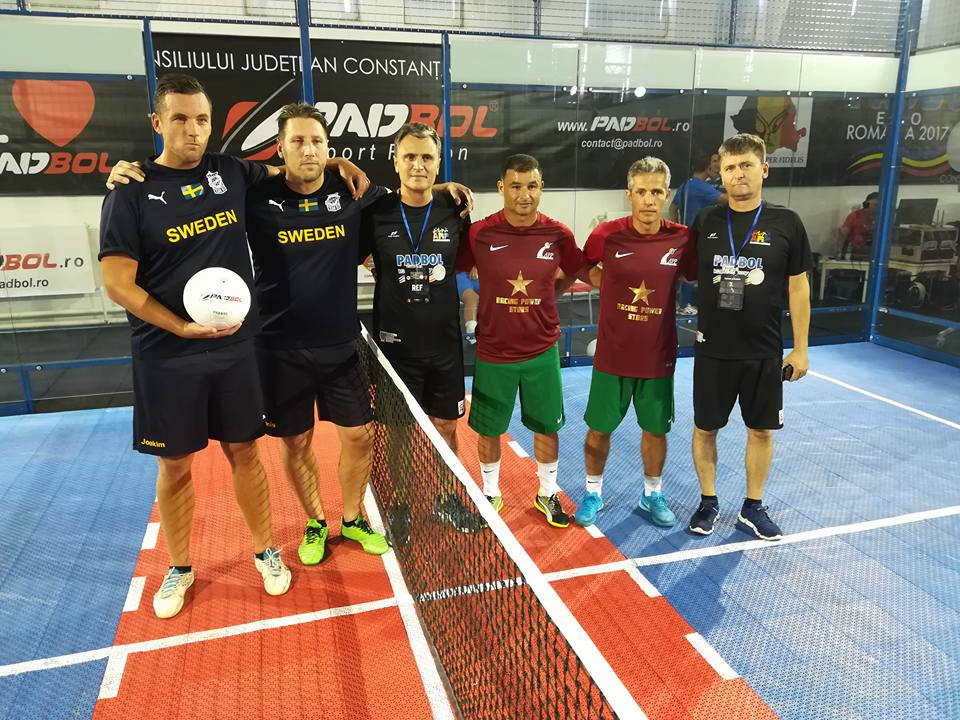
Suecia vs Portugal

| Equipo                      | PJ | PG | PP | SF | SC | GF | GC | DS |
| --------------------------- | -- | -- | -- | -- | -- | -- | -- | -- |
| Hernández/Barcelo           | 3  | 3  | 0  | 6  | 0  | 36 | 4  | 6  |
| Correia/Henriques/Henriques | 3  | 2  | 1  | 4  | 2  | 25 | 17 | 2  |
| Fransson/Joakim             | 3  | 1  | 2  | 2  | 4  | 16 | 24 | -2 |
| Di Nardo/Cardellini         | 3  | 0  | 3  | 0  | 6  | 2  | 36 | -6 |

| 14 de septiembre de 2017 | Hernández/Barcelo | 6-0 6-1 | Correia/Henriques | Flamanda, Constanza |  |

| 14 de septiembre de 2017 | Fransson/Joakim | 6-0 6-0 | Di Nardo/Cardellini | Flamanda, Constanza |  |

| 14 de septiembre de 2017 | Hernández/Barcelo | 6-0 6-0 | Di Nardo/Cardellini | Flamanda, Constanza |  |

| 14 de septiembre de 2017 | Correia/Henriques | 6-2 6-1 | Fransson/Joakim | Flamanda, Constanza |  |

| 15 de septiembre de 2017 | Correia/Henriques/Henriques | 6-1 6-1 | Di Nardo/Cardellini | Flamanda, Constanza |  |

| 15 de septiembre de 2017 | Hernández/Barcelo | 6-2 6-1 | Fransson/Joakim | Flamanda, Constanza |  |

#### Grupo B

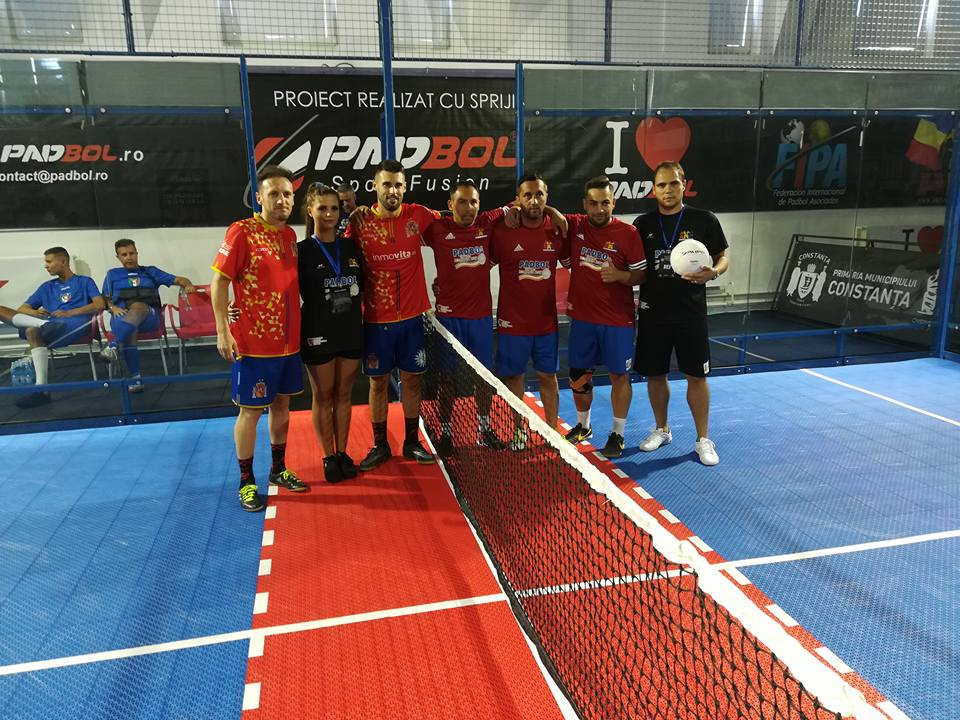
España vs Rumania

| Equipo                  | PJ | PG | PP | SF | SC | GF | GC | DS |
| ----------------------- | -- | -- | -- | -- | -- | -- | -- | -- |
| Rodrìguez/López Pedraza | 3  | 3  | 0  | 6  | 0  | 38 | 15 | 6  |
| Gheorghe/Vasile/Nicusor | 3  | 2  | 1  | 4  | 2  | 33 | 20 | 2  |
| Palhinhas/Ferreira      | 3  | 1  | 2  | 2  | 4  | 26 | 26 | -2 |
| de Jonkheere/van Holm   | 3  | 0  | 3  | 0  | 6  | 0  | 36 | -6 |

| 14 de septiembre de 2017 | Rodrìguez/López Pedraza | 6-2 7-6 | Gheorghe/Vasile/Nicusor | Flamanda, Constanza |  |

| 14 de septiembre de 2017 | Palhinhas/Ferreira | 6-0 6-0 | de Jonkheere/van Holm | Flamanda, Constanza |  |

| 14 de septiembre de 2017 | Rodrìguez/López Pedraza | 7-6 6-1 | Palhinhas/Ferreira | Flamanda, Constanza |  |

| 14 de septiembre de 2017 | Gheorghe/Vasile/Nicusor | 6-0 6-0 | de Jonkheere/van Holm | Flamanda, Constanza |  |

| 15 de septiembre de 2017 | Gheorghe/Vasile/Nicusor | 7-5 6-2 | Palhinhas/Ferreira | Flamanda, Constanza |  |

| 15 de septiembre de 2017 | Rodrìguez/López Pedraza | 6-0 6-0 | de Jonkheere/van Holm | Flamanda, Constanza |  |

#### Grupo C

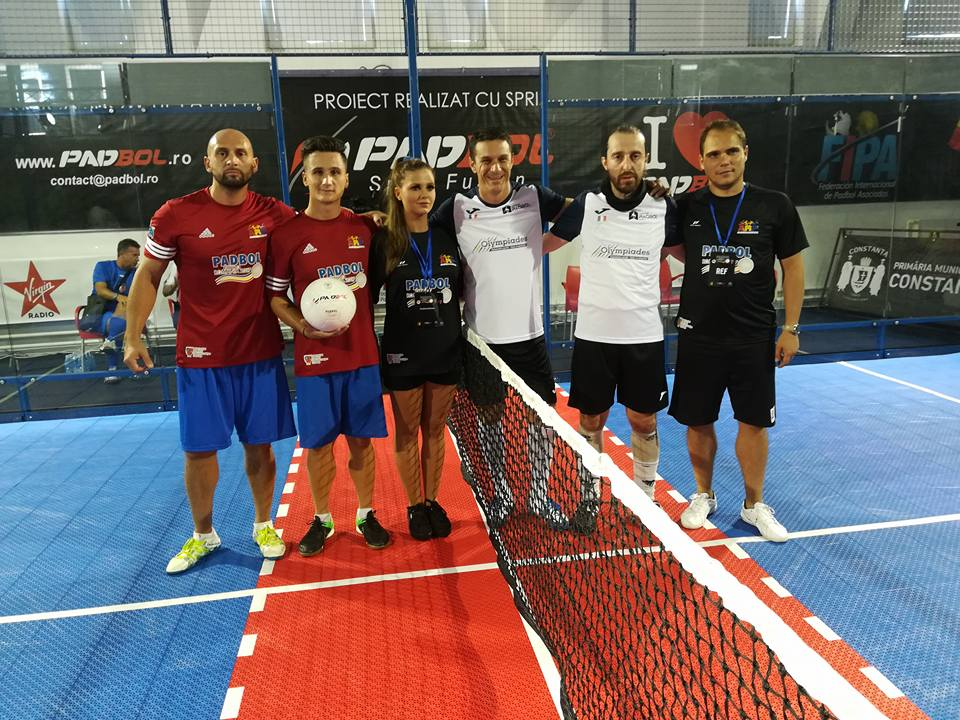
Rumania vs Francia

| Equipo               | PJ | PG | PP | SF | SC | GF | GC | DS |
| -------------------- | -- | -- | -- | -- | -- | -- | -- | -- |
| Elhaik/Jecker        | 3  | 3  | 0  | 6  | 0  | 36 | 11 | 6  |
| Gherghisan/Balaban   | 3  | 2  | 1  | 4  | 2  | 28 | 16 | 2  |
| Zeilingen/Huber      | 3  | 1  | 2  | 2  | 4  | 18 | 25 | -2 |
| Geerardy/Meesschaert | 3  | 0  | 3  | 0  | 6  | 8  | 36 | -6 |

| 14 de septiembre de 2017 | Elhaik/Jecker | 6-3 6-1 | Gherghisan/Balaban | Flamanda, Constanza |  |

| 14 de septiembre de 2017 | Zeilingen/Huber | 6-0 6-3 | Geerardy/Meesschaert | Flamanda, Constanza |  |

| 15 de septiembre de 2017 | Elhaik/Jecker | 6-0 6-3 | Geerardy/Meesschaert | Flamanda, Constanza |  |

| 15 de septiembre de 2017 | Gherghisan/Balaban | 6-1 6-1 | Zeilingen/Huber | Flamanda, Constanza |  |

| 15 de septiembre de 2017 | Elhaik/Jecker | 6-1 6-3 | Zeilingen/Huber | Flamanda, Constanza |  |

| 15 de septiembre de 2017 | Gherghisan/Balaban | 6-0 6-2 | Geerardy/Meesschaert | Flamanda, Constanza |  |

#### Grupo D

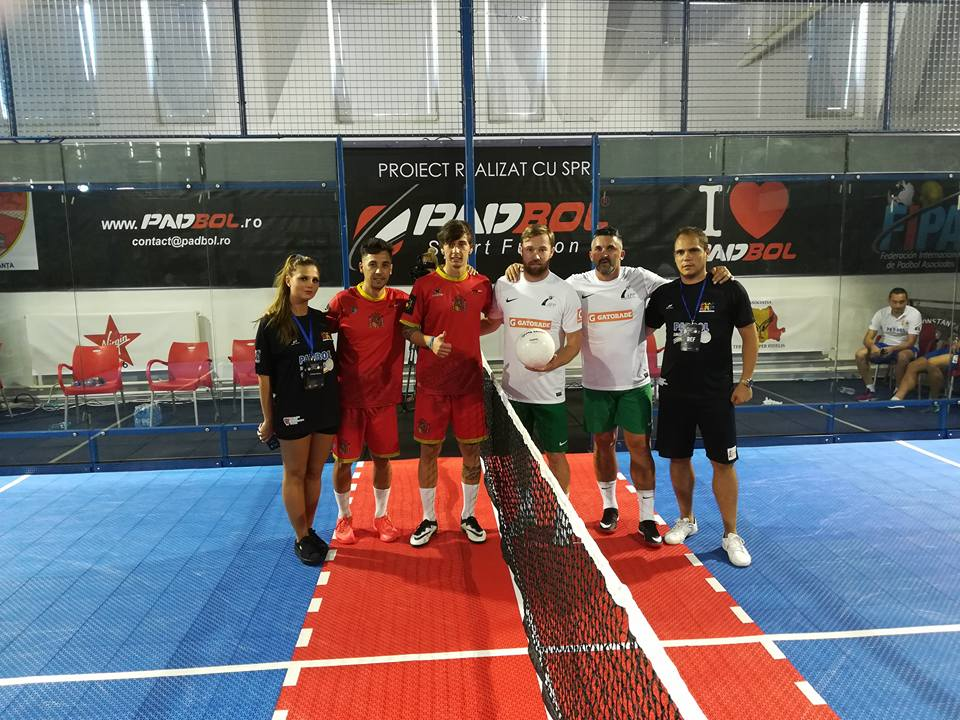
España vs Portugal

| Equipo                    | PJ | PG | PP | SF | SC | GF | GC | DS |
| ------------------------- | -- | -- | -- | -- | -- | -- | -- | -- |
| Iniesta Vicent/Gil Vicent | 3  | 3  | 0  | 6  | 0  | 37 | 11 | 6  |
| Clara/van Dijk            | 3  | 2  | 1  | 4  | 2  | 30 | 19 | 2  |
| Tiplic/Stanescu           | 3  | 1  | 2  | 2  | 5  | 18 | 36 | -3 |
| Robert/Touré              | 3  | 0  | 3  | 1  | 6  | 19 | 38 | -5 |

| 14 de septiembre de 2017 | Iniesta Vicent/Gil Vicent | 6-1 7-5 | Clara/van Dijk | Flamanda, Constanza |  |

| 16 de septiembre de 2017 | Tiplic/Stanescu | 6-3 2-6 6-3 | Robert/Touré | Flamanda, Constanza |  |

| 15 de septiembre de 2017 | Iniesta Vicent/Gil Vicent | 6-1 6-3 | Robert/Touré | Flamanda, Constanza |  |

| 15 de septiembre de 2017 | Clara/van Dijk | 6-2 6-1 | Tiplic/Stanescu | Flamanda, Constanza |  |

| 15 de septiembre de 2017 | Clara/van Dijk | 6-2 6-1 | Robert/Touré | Flamanda, Constanza |  |

| 15 de septiembre de 2017 | Iniesta Vicent/Gil Vicent | 6-1 6-0 | Tiplic/Stanescu | Flamanda, Constanza |  |

### Segunda fase
Para la segunda fase se enfrentaron los primeros contra los segundos de grupo. Se cruzaron los primeros y segundos de los grupos A y D, y por otro lado los de los grupos B y C. 
|  | Cuartos de final | Cuartos de final            | Cuartos de final          | Cuartos de final          | Cuartos de final |                           |                           | Semifinales | Semifinales | Semifinales | Semifinales | Semifinales |                    |                    | Final | Final | Final | Final | Final |  |
|  |                  |                             |                           |                           |                  |                           |                           |             |             |             |             |             |                    |                    |       |       |       |       |       |  |
|  |                  |                             |                           |                           |                  |                           |                           |             |             |             |             |             |                    |                    |       |       |       |       |       |  |
|  | 1°A              | Hernández /Barceló          | 6                         | 6                         |                  |                           |                           |             |             |             |             |             |                    |                    |       |       |       |       |       |  |
|  | 1°A              | Hernández /Barceló          | 6                         | 6                         |                  |                           |                           |             |             |             |             |             |                    |                    |       |       |       |       |       |  |
|  | 2°D              | Clara/van Dijk              | 2                         | 1                         |                  |                           |                           |             |             |             |             |             |                    |                    |       |       |       |       |       |  |
|  | 2°D              | Clara/van Dijk              | 2                         | 1                         |                  | Hernández /Barceló        | Hernández /Barceló        | 6           | 6           |             |             |             |                    |                    |       |       |       |       |       |  |
|  |                  |                             |                           |                           |                  | Hernández /Barceló        | Hernández /Barceló        | 6           | 6           |             |             |             |                    |                    |       |       |       |       |       |  |
|  |                  |                             | Gheorghe/Vasile/Nicusor   | Gheorghe/Vasile/Nicusor   | 2                | 4                         |                           |             |             |             |             |             |                    |                    |       |       |       |       |       |  |
|  | 1 °C             | Elhaik/Jecker               | Gheorghe/Vasile/Nicusor   | Gheorghe/Vasile/Nicusor   | 2                | 4                         | 2                         | 3           |             |             |             |             |                    |                    |       |       |       |       |       |  |
|  | 1 °C             | Elhaik/Jecker               |                           |                           |                  |                           |                           |             |             |             |             |             |                    |                    |       |       |       |       |       |  |
|  | 2°B              | Gheorghe/Vasile/Nicusor     | 6                         | 6                         |                  |                           |                           |             |             |             |             |             |                    |                    |       |       |       |       |       |  |
|  | 2°B              | Gheorghe/Vasile/Nicusor     | 6                         | 6                         |                  |                           |                           |             |             |             |             |             | Hernández /Barceló | Hernández /Barceló | 6     | 6     |       |       |       |  |
|  |                  |                             |                           |                           |                  |                           |                           |             |             |             |             |             | Hernández /Barceló | Hernández /Barceló | 6     | 6     |       |       |       |  |
|  |                  |                             | Iniesta Vicent/Gil Vicent | Iniesta Vicent/Gil Vicent | 3                | 3                         |                           |             |             |             |             |             |                    |                    |       |       |       |       |       |  |
|  | 1°D              | Iniesta Vicent/Gil Vicent   | Iniesta Vicent/Gil Vicent | Iniesta Vicent/Gil Vicent | 3                | 3                         | 6                         | 7           |             |             |             |             |                    |                    |       |       |       |       |       |  |
|  | 1°D              | Iniesta Vicent/Gil Vicent   |                           |                           |                  |                           |                           |             |             |             |             |             |                    |                    |       |       |       |       |       |  |
|  | 2°A              | Correia/Henriques/Henriques | 2                         | 5                         |                  |                           |                           |             |             |             |             |             |                    |                    |       |       |       |       |       |  |
|  | 2°A              | Correia/Henriques/Henriques | 2                         | 5                         |                  | Iniesta Vicent/Gil Vicent | Iniesta Vicent/Gil Vicent | 6           | 3           | 6           |             |             |                    |                    |       |       |       |       |       |  |
|  |                  |                             |                           |                           |                  | Iniesta Vicent/Gil Vicent | Iniesta Vicent/Gil Vicent | 6           | 3           | 6           |             |             |                    |                    |       |       |       |       |       |  |
|  |                  |                             | Rodrìguez/López Pedraza   | Rodrìguez/López Pedraza   | 2                | 6                         | 4                         |             |             |             |             |             |                    |                    |       |       |       |       |       |  |
|  | 1°B              | Rodrìguez/López Pedraza     | Rodrìguez/López Pedraza   | Rodrìguez/López Pedraza   | 2                | 6                         | 4                         | 6           | 6           |             |             |             |                    |                    |       |       |       |       |       |  |
|  | 1°B              | Rodrìguez/López Pedraza     |                           |                           |                  |                           |                           |             |             |             |             |             |                    |                    |       |       |       |       |       |  |
|  | 2 °C             | Gherghisan/Balaban          | 2                         | 1                         |                  |                           |                           |             |             |             |             |             |                    |                    |       |       |       |       |       |  |
|  | 2 °C             | Gherghisan/Balaban          | 2                         | 1                         |                  |                           |                           |             |             |             |             |             |                    |                    |       |       |       |       |       |  |
|  |                  |                             |                           |                           |                  |                           |                           |             |             |             |             |             |                    |                    |       |       |       |       |       |  |

#### Cuartos de final
| 16 de septiembre de 2017 | Hernández/Barcelo | 6-2 6-1 | Clara/van Dijk | Flamanda, Constanza |  |

| 16 de septiembre de 2017 | Elhaik/Jecker | 2-6 3-6 | Gheorghe/Vasile/Nicusor | Flamanda, Constanza |  |

| 16 de septiembre de 2017 | Iniesta Vicent/Gil Vicent | 6-2 7-5 | Correia/Henriques/Henriques | Flamanda, Constanza |  |

| 16 de septiembre de 2017 | Rodrìguez/López Pedraza | 6-2 6-1 | Gherghisan/Balaban | Flamanda, Constanza |  |

#### Semifinales
| 17 de septiembre de 2017 | Hernández/Barcelo | 6-2 6-4 | Gheorghe/Vasile/Nicusor | Flamanda, Constanza |  |

| 17 de septiembre de 2017 | Iniesta Vicent/Gil Vicent | 6-2 3-6 6-4 | Rodrìguez/López Pedraza | Flamanda, Constanza |  |

#### Tercer y Cuarto puesto

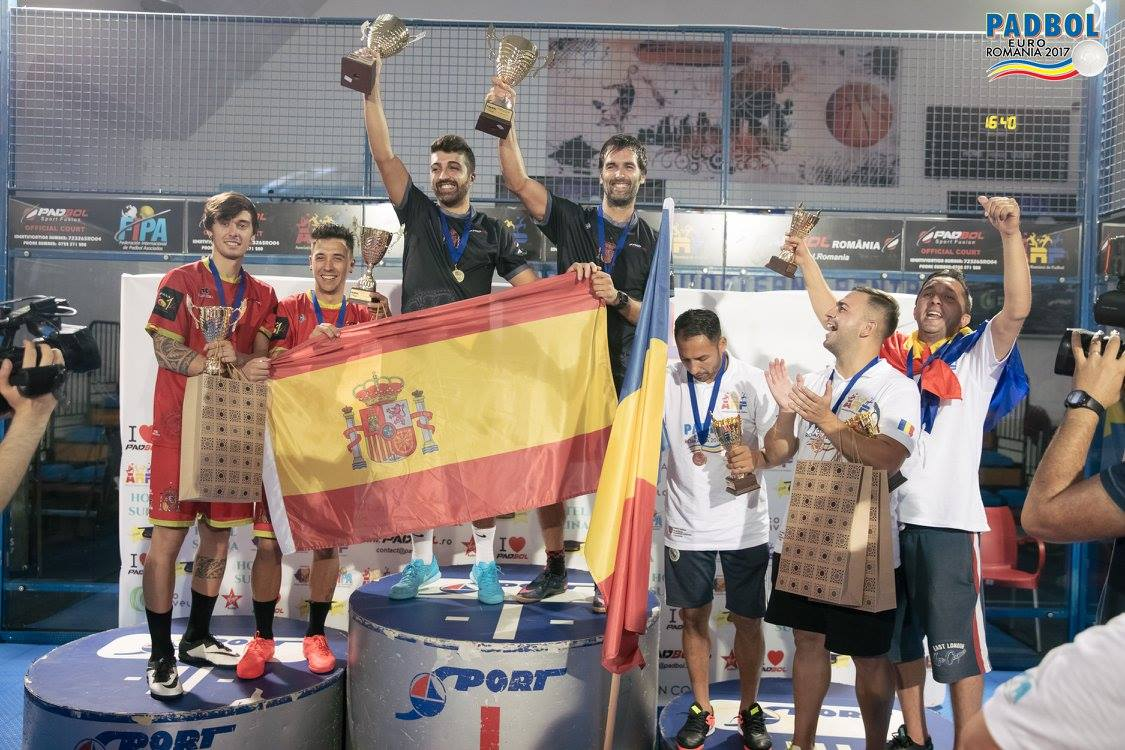
Podio Eurocopa Padbol 2017

| 17 de septiembre de 2017 | Gheorghe/Vasile/Nicusor | 4-6 6-2 6-1 | Rodrìguez/López Pedraza | Flamanda, Constanza |  |

#### Final
| 17 de septiembre de 2017 | Hernández /Barceló | 6-3 6-3 | Iniesta Vicent/Gil Vicent | Flamanda, Constanza |  |

## Posiciones finales
| Equipo | Equipo                    | PJ | PG | PP | SF | SC | GF | GC | DS  | DG  |
| ------ | ------------------------- | -- | -- | -- | -- | -- | -- | -- | --- | --- |
| 1      | Hernández/Barceló         | 6  | 6  | 0  | 12 | 0  | 72 | 19 | +12 | +53 |
| 2      | Iniesta Vicent/Gil Vicent | 6  | 5  | 1  | 10 | 2  | 71 | 42 | +8  | +29 |
| 3      | Gheorghe/Vasile/Nicusor   | 6  | 4  | 2  | 8  | 5  | 67 | 46 | +3  | +21 |
| 4      | Rodrìguez/López Pedraza   | 6  | 4  | 2  | 10 | 4  | 71 | 49 | +6  | +22 |